# Weimarer Dreieck

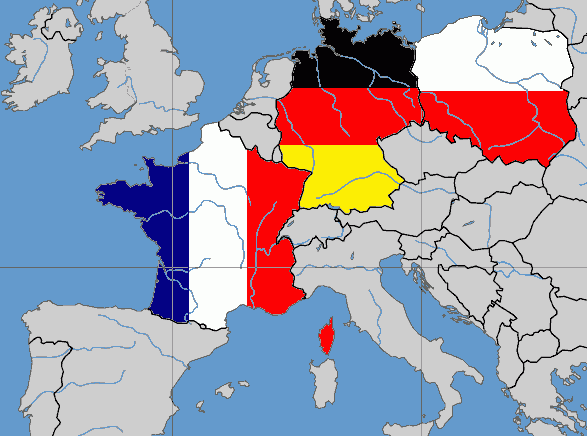
Die Mitgliedsländer des Weimarer Dreiecks

Das Weimarer Dreieck (französisch Triangle de Weimar, polnisch Trójkąt Weimarski) ist ein loses außenpolitisches Gesprächs- und Konsultationsforum Deutschlands, Frankreichs und Polens. Seine Zielsetzung ist die Abstimmung der Politik der drei Länder und die Stärkung der europäischen Integration, ohne andere Staaten auszuschließen.

## Gründung
Die Gründung des Weimarer Dreiecks geht auf ein Treffen der damaligen Außenminister der drei Länder Hans-Dietrich Genscher, Roland Dumas und Krzysztof Skubiszewski am 28. und 29. August 1991 im thüringischen Weimar zurück. In ihrer zehn Punkte umfassenden „Gemeinsamen Erklärung zur Zukunft Europas“ betonten die drei Außenminister, dass für das Gelingen zukunftsfähiger Strukturen europäischer Nachbarschaft Deutsche, Franzosen und Polen maßgebliche Verantwortung tragen. Die Zusammenarbeit sollte von vornherein dazu dienen, nicht nur Polen, sondern auch die anderen neuen Demokratien in Mittel- und Osteuropa an die Europäische Gemeinschaft heranzuführen.
Nach der Osterweiterung der Europäischen Union im Jahr 2004 wurde das Weimarer Dreieck immer stärker ein Gesprächsforum von gleichberechtigten Partnern zu aktuellen europapolitischen Fragen.

## Arbeit und Ergebnisse

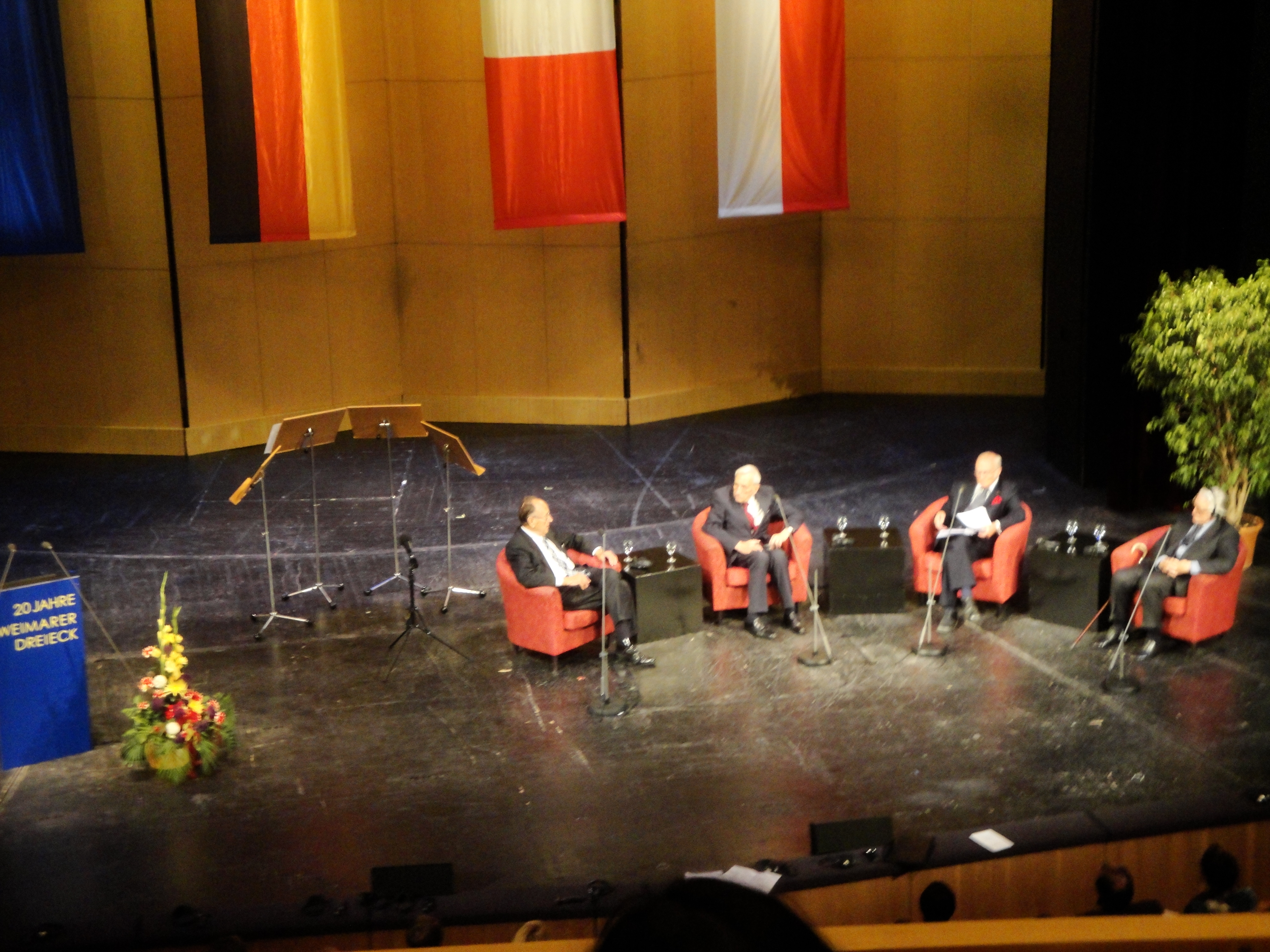
Zwanzigjähriges Jubiläum des Weimarer Dreiecks, Podiumsgespräch mit v. l. n. r.: Hans-Dietrich Genscher (Deutschland), Tadeusz Mazowiecki (Polen), Klaus-Heinrich Standke (Moderator) und Roland Dumas (Frankreich) in Weimar am 29. August 2011

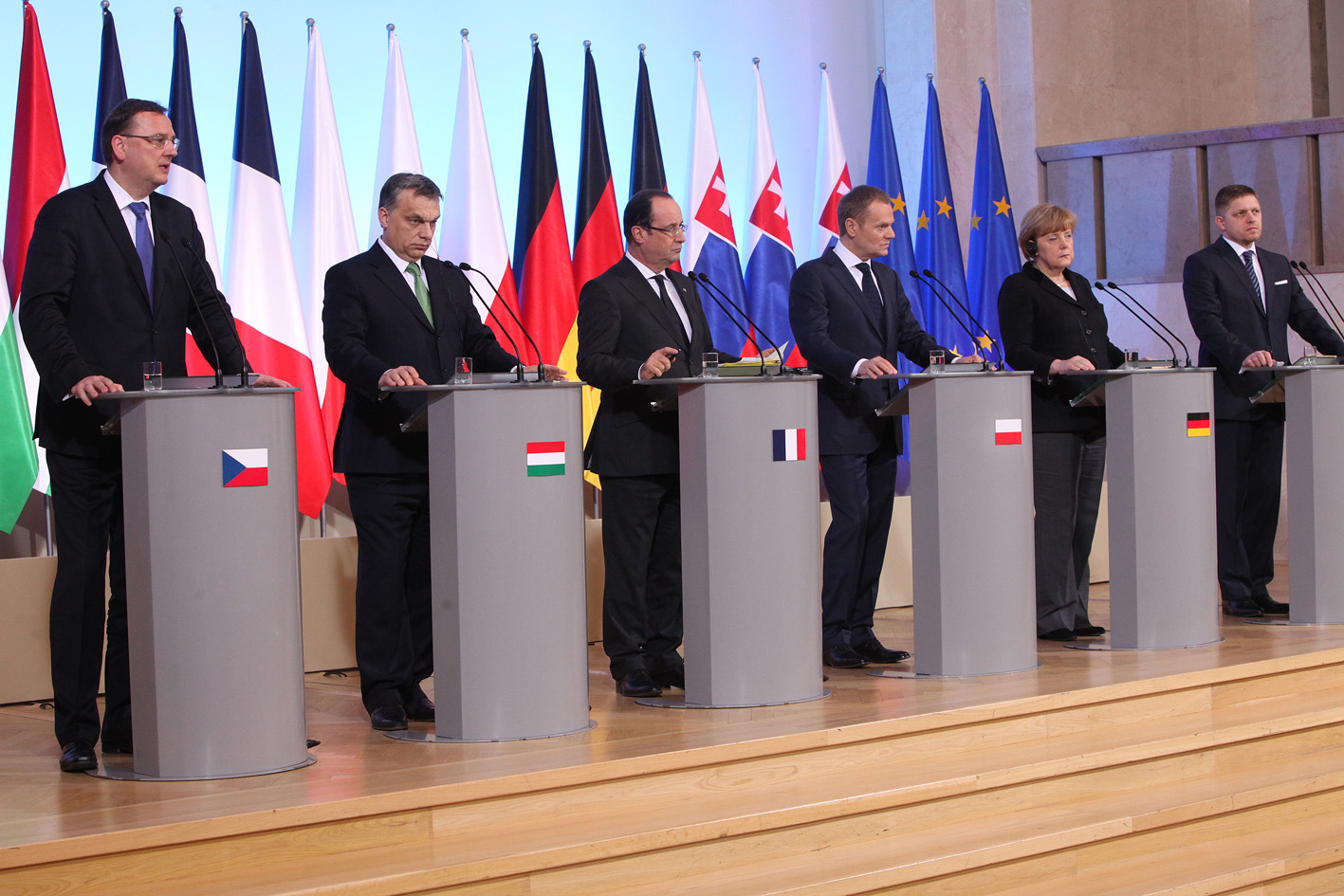
Weimar-Visegrád Gipfel, 2013

Im Laufe der 1990er Jahre wurden die Formen der Zusammenarbeit zwischen den drei Staaten ausgebaut. Seit 1998 finden auch Gipfeltreffen der Staats- und Regierungschefs sowie Zusammenkünfte verschiedener Fachminister statt. Das erste informelle Treffen fand 1993 in Danzig anlässlich der Ehrenpromotion der Staatspräsidenten Lech Wałęsa, François Mitterrand und Richard von Weizsäcker durch die Universität Danzig statt, gefolgt von Gipfeltreffen 1998 in Posen, 1999 in Nancy, 2001 in Neustadt an der Weinstraße, 2003 in Breslau, 2005 erneut in Nancy, 2006 in Mettlach und 2011 in Warschau.
Beim fünften Gipfeltreffen der Staats- und Regierungschefs am 19. Mai 2005 im französischen Nancy tauschten sich die drei Partner zu folgenden Themen aus: die Einhaltung der Haushaltsdisziplin innerhalb der Europäischen Union, die Beibehaltung der gemeinsamen Agrarpolitik, die Lösung des Problems des „Britenrabatts“, die Beziehungen der Europäischen Union zur Russischen Föderation und der Ukraine, die Lage im Nahen Osten, der Fortbestand des europäischen Sozialmodells und der Gipfel der Vereinten Nationen.
Anfang 2006 zweifelte der damalige polnische Staatspräsident Lech Kaczyński Sinn und Zweck des trilateralen Debattierens im Rahmen des Weimarer Dreiecks an, da es nicht mit konkreten Ergebnissen aufwarten könne. Das für den 3. Juli 2006 geplante Gipfeltreffen mit Angela Merkel und Jacques Chirac sagte Kaczyński kurzfristig wegen einer plötzlichen Magenverstimmung ab. Das Treffen wurde am 5. Dezember 2006 an der Saarschleife im saarländischen Mettlach nachgeholt. Dabei tauschten sich die drei Staats- und Regierungschefs des Weimarer Dreiecks vor allem über aktuelle europäische und internationale Themen aus.
Am 23. November 2007 warb der neugewählte polnische Ministerpräsident Donald Tusk in seiner ersten Regierungserklärung für eine Wiederbelebung des Weimarer Dreiecks.
Bei dem Staatsbesuch von Präsident Bronisław Komorowski am 7. Mai 2013 in Paris kündigten die Präsidenten Frankreichs und Polens – unter ausdrücklicher Bezugnahme auf die Unterstützung von Bundeskanzlerin Angela Merkel – ihre Absicht an, das Weimarer Dreieck wiederzubeleben.
Gelegentlich ist es zu einer Öffnung des Weimarer Dreiecks durch die Teilnahme von Gästen aus Drittländern an Außenministertreffen gekommen: 2010 nahm der russische Außenminister am trilateralen Ministertreffen in Paris teil, 2010 der ukrainische Außenminister in Bonn, 2011 der Außenminister von Moldawien in Bydgoszcz (Bromberg). Am 21. Februar 2014 trafen in Kiew die Außenminister des Weimarer Dreiecks mit dem Staatspräsidenten der Ukraine sowie mit Führern der Opposition zusammen. Ein weiteres Treffen der Außenminister mit dem französischen Außenminister Laurent Fabius, seinem polnischen Amtskollegen Radosław Sikorski sowie dem deutschen Außenminister Frank-Walter Steinmeier fand vom 31. März bis 1. April 2014 in Berlin und Weimar statt.
Auf Parlamentsebene fand nach 2016 in Frankreich und 2018 in Polen das letzte Treffen von Parlamentariern aus allen drei Nationen am 13. Mai 2019 in Berlin statt.
Am 18. Februar 2021 fand auf Einladung von Reiner Haseloff, des amtierenden Präsidenten des deutschen Bundesrates, ein virtuelles Diskussionsformat unter dem Titel „Rechtsstaatlichkeit unter Druck?“ anlässlich des 30-jährigen Jubiläums des Weimarer Dreiecks statt. Die von Haseloff eingeladenen Diskutanten waren Gérard Larcher, der Präsident des französischen Senats, sowie Tomasz Grodzki, der Marschall des polnischen Senats. Die drei Teilnehmer unterzeichneten eine gemeinsame Erklärung, die die Erfolge auf allen Ebenen des Weimarer Dreiecks würdigte und eine verstärkte Zusammenarbeit der zweiten Parlamentskammern aller drei Länder in Aussicht stellt.
Am 10. September 2021 fand das Treffen der Außenminister Deutschlands (Heiko Maas), Frankreichs (Jean-Yves Le Drian) und Polens (Zbigniew Rau) zum 30-jährigen Bestehen des Weimarer Dreiecks in Weimar statt.
Am 8. Februar 2022 trafen sich Bundeskanzler Olaf Scholz, Präsident Andrzej Duda und Präsident Emmanuel Macron in Berlin, um über die Bedrohung der Souveränität und territorialen Integrität der Ukraine durch Russland zu diskutieren (siehe dazu Krieg in der Ukraine seit 2014#2022).
Am 12. Juni 2023 trafen sich Scholz, Duda und Macron in Paris, um eine stärkere Einbindung der Ukraine in die NATO zu diskutieren.
Am 12. Februar 2024 trafen sich die Außenminister Annalena Baerbock, Stéphane Séjourné und Radosław Sikorski in La Celle-Saint-Cloud. Dort beschlossen sie einen Warnmechanismus gegen russische Cyberangriffe und gegen Aktionen von Troll-Armeen.
Am 15. März 2024 trafen sich Scholz, Macron und Tusk in Berlin, um die Unterstützung der Ukraine im Kampf gegen den russischen Angriffskrieg zu diskutieren.

## Politische Bedeutung
Zbigniew Brzeziński maß dem Weimarer Dreieck eine hohe geopolitische Bedeutung zu. Es „schuf eine möglicherweise bedeutsame geopolitische Achse auf dem europäischen Kontinent, die etwa 180 Millionen Menschen aus drei Nationen mit einem hochentwickelten Nationalbewusstsein umfasst. Auf der einen Seite stärkte dies Deutschlands dominierende Rolle in Mitteleuropa noch weiter, die andererseits durch die Teilnahme Frankreichs und Polens an dem dreiseitigen Dialog wiederum etwas ausbalanciert wurde.“ „Obwohl Polen für seine Aufnahme in die Nato auf deutsche Unterstützung angewiesen ist (und Frankreich wegen seines Zögerns gegenüber einer solchen Erweiterung grollt), wird sich doch, wenn es erst einmal Bündnispartner ist, mit höherer Wahrscheinlichkeit eine gemeinsame französisch-polnische Perspektive eröffnen.“
Das 2002 gegründete Komitee zur Förderung der Deutsch-Französisch-Polnischen Zusammenarbeit e. V. sowie der 2010 gegründete Verein Weimarer Dreieck e. V. haben sich die Aufgabe gestellt, die Zusammenarbeit der drei Staaten auf zivilgesellschaftlicher Ebene zu stärken und damit den Dialog auf politischer Ebene zu ergänzen.
2005 stiftete das Komitee den Adam-Mickiewicz-Preis für Verdienste um die deutsch-französisch-polnische Zusammenarbeit. Er wurde erstmals 2006 am 15. Jahrestag der Gründung des Weimarer Dreiecks an die früheren Gründungsväter des Weimarer Dreiecks, Hans-Dietrich Genscher, Roland Dumas und Krzysztof Skubiszewski verliehen.
Die Bedeutung des Weimarer Dreiecks in Politik und Kultur spiegelt sich auch in einem der Arbeitsschwerpunkte der Stiftung Genshagen, in deren mehrsprachigem Weimarer-Dreieck-Portal alle zur Verfügung stehenden offiziellen Dokumente zu Treffen der Staats- und Regierungschefs sowie Außen- und Europaminister im Gesprächsformat des Weimarer Dreiecks zu finden sind.